# Alaimidae
Alaimidae (лат.) — семейство мелких круглых червей из класса Enoplea (Enoplida).

## Описание
Мелкие круглые черви. Наземные (некоторые пресноводные) свободноживущие нематоды. Хищники. Передние сенсиллы расположены в 2 круга (6 + 10). Глотка узкая с расширенной задней частью. Метанемы и головная капсула отсутствуют.

## Систематика
Семейство было впервые выделено в 1922 году гельминтологом Хейнрихом Миколецким (Heinrich Micoletzky, 1883—1929). Существуют разные трактовки систематического положения группы.
Семейство рассматривается или в монотипических подотряде Alaimina и надсемействе Alaimoidea в составе отряда Enoplida, или в составе Dorylaimida, или выделяется в отдельный отряд Alaimida.
В ранге подотряда Alaimina (Smol et al., 2014) включает 13 родов. Род Adorus Cobb in Thorne, 1939 ранее включаемый в Alaimidae, позднее был синонимизирован с родом Oxystomina Йенсеном (Jensen, 1979) из семейства Oxystominidae (Ironina) на основании формы амфид.
- Подотряд Alaimina Clark, 1961[7]
  - Надсемейство Alaimoidea Micoletzky, 1922[7]
    - Семейство Alaimidae[3][8]
      - Alaimus de Man, 1880[9][10]
      - Amphidelus Thorne, 1939
      - Caviputa Siddiqi, 1993
      - Metamphidelus Clausi & Vinciguerra, 1995
      - Paramphidelus Andrássy, 1977[11]
      - Scleramphidelus Clausi & Vinciguerra, 1995
      - Другие

В ранге отдельного отряда Alaimida его рассматривал в 2007 году Майк Ходда, который в 2011 году в обзоре общей классификации всех круглых червей подтвердил своё мнение:
- Отряд Alaimida Siddiqi, 1983
  - Подотряд Alaimina Clark, 1961
    - Надсемейство Alaimoidea Micoletzky, 1922
      - Семейство Alaimidae Micoletzky, 1922 (3 подсемейства, 13 родов, 142 вида)